# La buona novella
La buona novella è il quarto album in studio del cantautore italiano Fabrizio De André, pubblicato nel 1970.

## Descrizione
Il LP è un concept album (caratteristica comune ad altri lavori discografici di De André) tratto dalla lettura di alcuni Vangeli apocrifi (in particolare, come riportato nelle note di copertina, il Protovangelo di Giacomo ed il Vangelo arabo dell'infanzia), pubblicato nell'autunno del 1970 (le matrici riportano la data del 19 novembre).
L'idea del disco fu del produttore Roberto Dané, che inizialmente pensava di realizzarla con Duilio Del Prete, ma poi la propose ad Antonio Casetta, che la dirottò a De André.
(Roberto Dané)
Il lavoro di lettura e di scrittura dei testi, svolto con lo stesso Dané, è durato più di un anno.
Seguendo le caratteristiche degli Apocrifi, in questo album la narrazione della buona novella sottolinea l'aspetto più umano e meno spirituale assunto da alcune tradizionali figure bibliche (ad esempio, Giuseppe) e presta maggiore attenzione a figure minori della Bibbia, che qui invece diventano protagonisti (ad esempio Tito e Dimaco, i ladroni crocefissi insieme a Gesù).
È stato ritenuto da De André «uno dei suoi lavori più riusciti, se non il migliore».
(Dal concerto al teatro Brancaccio, 14 febbraio 1998)
Come già per Tutti morimmo a stento, musicalmente è stato importante il contributo di Gian Piero Reverberi, che nell'intervista a Riccardo Bertoncelli, in Belìn, sei sicuro? dichiarava: "Nella Buona novella, tutti i pezzi ove c'è pianoforte sono chiaramente roba mia, quelli dove c'è una chitarra sono di Fabrizio. I pezzi per coro sono evidentemente miei, perché De André Stravinskij non lo conosceva e lì ci sono dei riferimenti precisi. Se uno conosce un po' la musica, può capire chi ha messo mano a cosa..." 
Il disco venne pubblicato con due copertine distinte, curate da Gian Carlo Greguoli, differenti per colore (che è in comune con la busta interna, che riporta anche i testi delle canzoni e la lista dei collaboratori al disco), marroncino e bianca; quest'ultima presenta sul fronte l'immagine di De André.
Vi è anche una nota di presentazione del disco sul retro della copertina, scritta da Roberto Dané (che si firma con le sole iniziali).
L'album venne registrato a Milano presso gli studi della Dischi Ricordi con il tecnico del suono Valter Patergnani, presso gli studi Fonorama (di proprietà di Carlo Alberto Rossi), con il tecnico del suono Mario Carulli e Fonit Cetra, con il tecnico del suono Plinio Chiesa.
Il 20 novembre 2009 è uscita un'edizione a tiratura limitata in vinile colorato oro (Sony RCA LP 88697615151).

## Contenuti
Attraverso i Vangeli apocrifi, scelti come traccia da seguire per elaborare la trama del disco, emerge la vocazione umana e terrena, quindi provocatoria e rivoluzionaria della figura storica di Gesù di Nazareth, già narrata in Si chiamava Gesù. In questo album la figura di Cristo è narrata attraverso quella dei personaggi che hanno a che fare con lui e con la sua storia, mentre appare direttamente come protagonista solo nella canzone Via della Croce.
La narrazione, introdotta da un Laudate Dominum, inizia raccontando L'infanzia di Maria: la piccola Maria vive un'infanzia terribile segregata nel tempio ("dicono fosse un angelo a raccontarti le ore, a misurarti il tempo fra cibo e Signore"), finché l'impurità delle prime mestruazioni ("ma per i sacerdoti fu colpa il tuo maggio, la tua verginità che si tingeva di rosso") non provoca il suo allontanamento e la scelta forzata di uno sposo. Il matrimonio avviene con un uomo buono ma vecchio, il falegname Giuseppe ("la diedero in sposa a dita troppo secche per chiudersi su una rosa") che la sposa per dovere e che la deve poi lasciare da sola per quattro anni per motivi di lavoro.
Ne Il ritorno di Giuseppe si può cogliere la fatica della vita di Giuseppe. Nel suo ritorno a casa porta una bambola per Maria, e la trova implorante affetto e attenzione.
Il sogno di Maria riporta la scena nel tempio. In un sogno l'angelo che usava farle visita la porta in volo lontano "là dove il giorno si perde": lì le dà la notizia della futura nascita di un bimbo. Il testo allude ad un concepimento più terreno di quello raccontato dai vangeli canonici. Al risveglio Maria capisce di essere incinta ("parole confuse nella mia mente, svanite in un sogno ma impresse nel ventre") e si scioglie in pianto.
La maternità inaspettata ("ave alle donne come te Maria, femmine un giorno e poi madri per sempre"), si esprime in Ave Maria, un omaggio alla donna nel momento del concepimento.
Dalla letizia che traspare in Ave Maria il passaggio a Maria nella bottega d'un falegname è drastico: il ritmo dato dalla pialla e dal martello scandisce il dolore straziante del falegname che costruisce la croce ("tre croci, due per chi disertò per rubare, la più grande per chi guerra insegnò a disertare") sulla quale il figlio di Maria ed i due ladroni verranno crocifissi.
Via della croce è una delle canzoni in cui De André lascia trasparire i suoi pensieri e i suoi sentimenti anarchici: "il potere vestito d'umana sembianza ormai ti considera morto abbastanza". Il testo narra del percorso compiuto da Gesù per arrivare nel luogo della crocifissione.
Tre madri parla della reazione delle suddette alla vista dei rispettivi figli crocifissi. Le madri di Tito e di Dimaco (i nomi dei ladroni variano da vangelo a vangelo (Dimaco/Gesta Tito/Disma): Tito è il ladrone buono nel vangelo arabo dell'infanzia, l'altro è chiamato Dimaco
), i due ladroni crocifissi insieme a Gesù, dicono a Maria che non ha alcuna ragione di piangere così "forte", dal momento che sa che suo figlio, al contrario dei loro, "alla vita, nel terzo giorno, [...] farà ritorno". La canzone si conclude con le parole di Maria che spiegano il motivo della sua tristezza: "non fossi stato figlio di Dio/t'avrei ancora per figlio mio".
Ne Il testamento di Tito vengono invece elencati i dieci comandamenti, analizzati dall'inedito punto di vista del già citato Tito. Per quanto riguarda la musica, la prima strofa incomincia semplicemente con la voce ed un leggero accompagnamento con la chitarra: vi è poi una climax musicale, ricca di strumenti e di accompagnamenti, che culmina nell'ultima strofa. A riguardo del brano, De André dichiarò: "È, insieme ad Amico fragile, la mia miglior canzone. Dà un'idea di come potrebbero cambiare le leggi se fossero scritte da chi il potere non ce l'ha. È un altro di quei pezzi scritti col cuore, senza paura di apparire retorici, che riesco a cantare ancora oggi, senza stancarmene." Michele Maisano, uno dei cantanti italiani più famosi degli anni sessanta, e per qualche tempo uno dei migliori amici di De André, che lo aveva conosciuto alla Ricordi, nel 1963, ricordava: "Fabrizio scrisse il Testamento di Tito canticchiandolo sulla famosa Blowin' in the wind di Bob Dylan; il problema era quindi comporre una musica che rispecchiasse quello spirito ma con una matrice un po' più italiana. Ci siamo quindi messi al lavoro io e Corrado Castellari, allora il mio autore preferito, ed è venuta fuori la musica del Testamento di Tito. La parte più bella l'ha composta Castellari."

L'opera termina con una sorta di canto liturgico (Laudate hominem) che incita a lodare l'uomo non in quanto figlio di un dio, ma in quanto figlio di un altro uomo, quindi fratello.

## Tracce
Testi di Fabrizio De André, musiche di De André e Gian Piero Reverberi eccetto dove indicato.
Lato A
1. Laudate Dominum – 0:21
2. L'infanzia di Maria – 5:01
3. Il ritorno di Giuseppe – 4:04
4. Il sogno di Maria – 4:07
5. Ave Maria – 1:51

Durata totale: 15:24
Lato B
1. Maria nella bottega d'un falegname – 3:13
2. Via della Croce – 4:31
3. Tre madri – 2:55
4. Il testamento di Tito – 5:51 (musica: Fabrizio De André, Corrado Castellari[12])
5. Laudate hominem – 3:27

Durata totale: 19:57

## Formazione
- Fabrizio De André – voce
- I Quelli
  - Franco Mussida – chitarra
  - Franz Di Cioccio – batteria
  - Giorgio Piazza – basso
  - Flavio Premoli – organo
- Andrea Sacchi – chitarra
- Mauro Pagani – flauto, ottavino[13]
- I Musical – cori

Inoltre hanno partecipato come turnisti Angelo Branduardi al violino e Maurizio Fabrizio alla chitarra classica, allora entrambi sconosciuti.

## Interpretazioni successive
Alcune delle canzoni di quest'album sono state reincise da altri artisti:
- Il ritorno di Giuseppe da Eugenio Finardi nell'album Il silenzio e lo spirito (2003)
- Il testamento di Tito da Michele nell'album Vivendo cantando (1971), dai Modena City Ramblers nell'album ¡Viva la vida, muera la muerte! (2004)
- Ave Maria da Lalli nell'album Mille papaveri rossi (2003),
- Maria nella bottega d'un falegname dagli Arbe Garbe nell'album Mille papaveri rossi (2003)
- Tre Madri è stata reinterpretata da Elena Ledda e registrata in sardo per l'album tributo Canti randagi, sotto il nuovo titolo di "Sas tres mamas" (1995).
- Nell'aprile 2010 la Premiata Forneria Marconi ha pubblicato A.D. 2010 - La buona novella, una reincisione con nuovi arrangiamenti e l'aggiunta di alcuni brevi intermezzi strumentali.
- Il 23 ottobre 2010 I Perturbazione interpretano La Buona Novella in versione integrale al Teatro Civico di Varallo Sesia (VC), con l'aggiunta del polistrumentista Dario Mimmo e alcuni ospiti: Nada, Alessandro Raina, Don Carlo Scagiga e Paola Roman[15][16][17].
- L'Ave Maria è stata interpretata da Al Bano nell'album Amanda è libera.
- Antonella Ruggiero, accompagnata dalla Polifonica Santa Cecilia e l'Ensemble Laborintus dirette da Gabriele Verdinelli, interpreta Il sogno di Maria al Teatro Verdi di Sassari il 5 maggio 2009. Interpreta invece Ave Maria all'Anfiteatro Romano di Cagliari il 10 luglio 2005, accompagnata dall'Orchestra di Cagliari e Sassari arrangiata da Stefano Barzan e diretta da Roberto Colombo. Le registrazioni dal vivo di entrambi i brani sono contenute nell'album "Quando facevo la cantante" (2018) - CD4 "Il sacro e il classico".
- Nel 2021 il cantautore Francesco Giunta riadatta in siciliano l'intero album che, in versione per voci femminili, pianoforte e percussioni, viene pubblicato in vinile con il beneplacito della Fondazione Fabrizio De André Onlus e degli editori originali de La Buona Novella.

### Interpretazioni teatrali
- Da quest'album, nel 2000, è stato tratto uno spettacolo teatrale con Claudio Bisio e Lina Sastri, con interpretazioni di Leda Battisti e la regia di Giorgio Gallione.
- Nel 2003 il gruppo teatrale e corale Le Nuvole Ensemble e il cantautore Mimmo de' Tullio hanno portato in scena lo spettacolo "La buona novella - Storia di una donna", basato sull'opera di De André. Lo spettacolo è stato rivisitato nel 2008 con l'intervento di Maurizio Verna e Michele Ascolese, riuscendo a ricreare un'atmosfera di notevole suggestione, sia per le sonorità scelte dai due chitarristi, autori anche delle musiche originali di scena, sia per la voce di de’ Tullio, particolarmente simile a quella dello scomparso cantautore genovese. La bella drammaturgia è stata scritta da Paolo Ghezzi già direttore dell'Adige di Trento e autore del best Seller Il Vangelo secondo De Andrè.
- L'album di De André ha ispirato molti artisti, fra cui uno dei fondatori dell'Associazione Culturale Teatro dei Pazzi Giovanni Giusto che nel 2003, nello stile del Teatro Canzone, ha ideato lo spettacolo musicale di narrazione Racconto Per Un Cristiano Comune, ricco di notizie storiche e di curiosi aneddoti, commentato appunto dalle canzoni de la Buona Novella, eseguite da un quartetto musicale - pianoforte, violoncello, chitarra, percussioni - ed interpretate da una raffinata voce femminile. È la predica di un cristiano stanco di sentire prediche, è la sfida di un teatrante invidioso del pubblico del prete, è un apostolo moderno che parla e parla di quel Dio che per entrare nella storia dell'Uomo ne ha condiviso prima insieme una trentina d'anni. Dopo vent'anni di musica e teatro Giovanni Giusto sa che nessuna storia, nemmeno la più fantastica, ha la forza della storia di Gesù: il mistero della nascita, la predicazione, i miracoli, le invidie, il processo, la condanna a morte, la resurrezione.Voglio raccontare quello che sembra concesso solo ai sacerdoti, a modo mio, un racconto per un cristiano comune e per chi vuole ascoltare senza credere. Lo faccio convinto che non c'è artista senza percorso sperimentale così come non c'è uomo senza ricerca spirituale.
- Dall'album è stato tratto un omonimo spettacolo teatrale, una lettura-concerto ideata da Elvio Rocchi e realizzata dalla compagnia Mille papaveri rossi. Lo spettacolo, per quartetto e voce recitante, ha debuttato nel dicembre 2005 al festival Sonarìa, che si tiene ogni anno a Crispiano.
- Dall'album è stato tratto un concerto per coro (Coro Polifonico del Balzo) e orchestra (Orchestra Sinfonica del Conservatorio Musicale Vincenzo Bellini di Palermo), diretta dal maestro Vincenzo Pillitteri e voci recitanti di Edoardo De Angelis e di Luciano Roman, arrangiamenti Salvatore Collura, ideato e realizzato dalla compagnia Coro Polifonico del Balzo, regia di Vincenzo Gannuscio e Rosalia Pizzitola.
- Nel 2010, la Premiata Forneria Marconi ha realizzato una versione rock dell'opera, intitolata "A.D.2010 - La Buona Novella". I due membri storici della formazione, Franco Mussida e Franz Di Cioccio, facevano parte de I Quelli, cioè i musicisti che hanno preso parte all'incisione dell'opera originale. Questa nuova versione è stata portata in tour.
- Nel 2017, il gruppo Artenovecento realizza lo spettacolo teatrale e musicale "Il Vangelo secondo De André: novella apocrifa". Lo spettacolo mette in evidenza i parallelismi tra la figura rivoluzionaria di Gesù di Nazareth e quella di David Lazzaretti, profeta dell'Amiata.
- Nel 2017, il Coro Polifonico Malatestiano in collaborazione con l'attore Carlo Simoni realizza lo spettacolo teatrale La buona novella di Fabrizio De André eseguendola secondo la rielaborazione per solo, coro e strumenti del M° Lorenzo Donati e per la direzione del M° Francesco Santini. L'opera è incisa e distribuita da Art Media Music, mentre lo spettacolo viene portato in varie città, tra cui Roma nel 2019.
- Nel 2018 il gruppo Khorakhane’ (Matteo Scheda, Pier David Fanti e Fabrizio Coveri) sviluppa la riedizione de La Buona Novella, con arrangiamenti originali di Fabio Battistelli ed intermezzi di Enrico Pelliconi. Al gruppo originario (chitarra, batteria e canto) si aggiungono Nicoletta Bassetti (violino), Enrico Pelliconi (Tastiere e Fisa) e Gianluca Ravaglia (contrabbasso). Prodotto da MPL Communication e DeepSide, lo spettacolo va in tournée e diventa anche un disco distribuito da CNI ,con le voci di Fabrizio Coveri e Chiara Riondino.
- Nel 2023 Neri Marcorè trae dal lavoro di De Andrè uno spettacolo eponimo, per la regia di Giorgio Gallione, nel quale i brani del disco si alternano a narrazioni tratte dai Vangeli apocrifi[18].

### Saggi
L'opera ha ispirato diversi saggi che ne hanno analizzato genesi e significato. Un libro che ne analizza genesi, aspetti peculiari e il rapporto che esiste tra i vangeli apocrifi e le leggende popolari è Fabrizio De André e la Buona Novella: Vangeli Apocrifi e leggende popolari, Monica Andrisani, Firenze Libri 2002.

## Classifiche
Album
| Anno | Classifica              | Posizione raggiunta |
| ---- | ----------------------- | ------------------- |
| 1971 | Hit parade Italia Album | 2                   |